# 氟磺酸
氟磺酸（化學式：HSO3F），或称氟代硫酸，是通用的強酸之一。其分子结构以HSO3F描述較恰当，可以強調它和硫酸（H2SO4）的關係。HSO3F是四面體型分子。

## 化學性質
氟磺酸是流动性强的無色液體。它可溶於極性的有機溶剂中（例如硝基苯、醋酸和醋酸乙酯），但在非極性溶剂（如烷烴）中不易溶解。它強酸的性質，使它能溶解幾乎所有的有機化合物，甚至弱質子接受体（弱鹼）。 HSO3F會緩慢的水解為氟化氢與硫酸。
相關的三氟甲磺酸CF3SO3H保有HSO3F的強酸性，但不易水解。

## 製備
氟磺酸可由氟化氫與三氧化硫反應製得。
SO3 + HF  →  HSO3F
除此之外，用氟化氢钾或氟化钙与發煙硫酸在250°C反应，一旦產生HF，便以惰性氣體清除，HSO3F可在玻璃設備中分餾出來。

## 超強酸
HSO3F是結構簡單的布朗斯特酸中已知的最強酸之一，雖然碳硼烷酸酸性更强。 它的酸度（H0）为−15.1，而硫酸是−12。HSO3F和路易斯酸五氟化銻混合会產生「魔酸」，這是一個超強的質子给予体。這些酸都歸類在「超強酸」中，酸度比纯硫酸強。

## 應用
HSO3F可以催化烷烴的異構化，及烯烴对烃的烷基化反应。 它在實驗室也能作為氟化劑。

## 安全性
氟磺酸遇水解离出HF，有很強的毒性和腐蝕性。HSO3F加水會產生劇烈反應，如同硫酸加水一般。